# Liste der österreichischen Botschafter in den Vereinigten Staaten

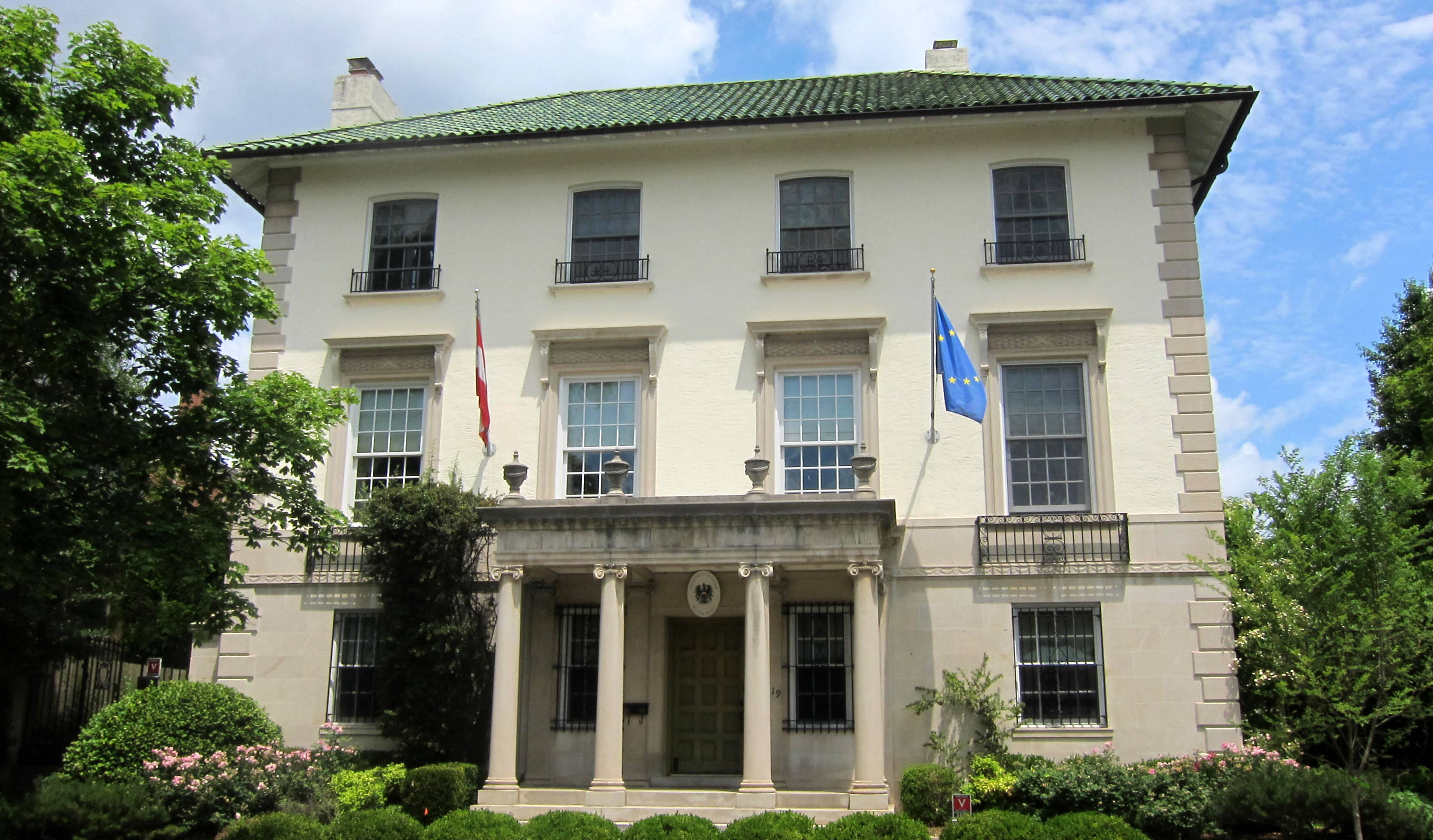
Residenz des Österreichischen Botschafters, 2419 Wyoming Avenue, N.W. in Washington, D.C.

Die Liste der österreichischen Botschafter in den Vereinigten Staaten umfasst die diplomatischen Vertreter Österreichs, die von 1865 bis in die Gegenwart das Amt des österreichischen Vertreters in den Vereinigten Staaten ausüb(t)en. Von 1868 bis zur Kriegserklärung der Vereinigten Staaten 1917 handelte es sich um Gesandte der Österreichisch-Ungarischen Monarchie, die dem k.u.k. Minister des kaiserlichen und königlichen Hauses und des Äußern, gleichzeitig Vorsitzender des gemeinsamen Ministerrats, unterstanden.

## Historische Entwicklung
1837 sandte US-Präsident Martin Van Buren Nathaniel Niles Jr. (* 27. Dezember 1791 in Fairlee Vermont; † 16. November 1869 in New York City), Sohn von Nathaniel Miles, einem Exponenten der Frühgeschichte der Vereinigten Staaten, nach Wien, um bei dem unter Kaiser Ferdinand I. amtierenden Staatskanzler Klemens Wenzel Lothar von Metternich Hindernisse für die Einfuhr von amerikanischem Tabak ins Kaisertum Österreich auszuräumen.
Dabei könnte es sich um die ersten diplomatischen Kontakte zwischen den Vereinigten Staaten und Österreich gehandelt haben.
Im Zuge der Modernisierung des Staatswesens in den 1860er Jahren begann das Kaisertum Österreich bzw. Österreich-Ungarn, ständige Gesandte in die Vereinigten Staaten zu entsenden. Nach dem 11. November 1918 handelte es sich nicht mehr um Vertreter des Kaisers, sondern des republikanischen Staates Deutschösterreich bzw. der Republik Österreich, die nunmehr als Botschafter bezeichnet wurden. Am 13. März 1938 wurde die österreichische Vertretung in Washington D.C. wegen des „Anschlusses“ an NS-Deutschland geschlossen und erst nach dem Zweiten Weltkrieg bzw. eineinhalb Jahre nach der Wiedererrichtung der Republik Österreich wieder eröffnet.
Dass die Wiederaufnahme der diplomatischen Beziehungen erst im November 1946 erfolgte, reflektiert die Tatsache, dass die Vereinigten Staaten als Besatzungsmacht in Österreich seit 1. September 1945 hochrangig in Wien präsent waren und sich die vier Besatzungsmächte als oberste Gewalt in Österreich betrachteten. Erst im Sommer 1946 erhielt die Bundesregierung Figl I mehr politischen Spielraum.

## Liste
1838: Aufnahme diplomatischer Beziehungen
| Ernannt       | Akkreditiert  | Name                                 | Lebensdaten / Bemerkungen                                                                    | ernannt vom Kaiser (auf Vorschlag des Außenministers) bzw. vom Bundespräsidenten (auf Vorschlag der Bundesregierung) | akkreditiert von US-Präsident | Posten verlassen |
| ------------- | ------------- | ------------------------------------ | -------------------------------------------------------------------------------------------- | --- | ----------------------------- | --- |
| 1838          | 13. Okt. 1838 | Wenzel Philipp von Mareschall        | 1785–1851                                                                                    | |                               | 1841 |
| 1841          | 18. Juni 1841 | Johann von Hülsemann                 | Geschäftsträger, ab 5. Dezember 1855: k.k. Gesandter                                         | |                               | 1868 |
| 1863          | 11. Mai 1863  | Nikolaus von Giorgi                  | ?–1864                                                                                       | |                               | 8. Nov. 1864 |
| 1865          | 25. Jan. 1865 | Ferdinand von Wydenbruck             | 1816–1878                                                                                    | Franz Joseph I. (Kaisertum Österreich), Anton von Schmerling                                                         | Andrew Johnson                | 11. Aug. 1867 |
| 1867          |               | Karl von und zu Franckenstein        | Geschäftsträger                                                                              | |                               | 1868 |
| 1868          | 3. Juli 1868  | Carl Ramon Soter von Lederer         | 1817–1890; 1863–1868 Gesandter bei den Hansestädten                                          | Franz Joseph I., Friedrich Ferdinand von Beust                                                                       | Andrew Johnson                | 12. März 1874 |
| 1874          | 12. März 1874 | Wilhelm von Schwarz-Senborn          | 1816–1903                                                                                    | Franz Joseph I., Gyula Andrássy                                                                                      | Ulysses S. Grant              | 8. März 1875 |
| 1875          | 23. Juni 1875 | Ladislaus von Hoyos-Sprinzenstein    | 1834–1901; 1883–1894 k.u.k. Botschafter in Paris                                             | Franz Joseph I., Gyula Andrássy                                                                                      | Ulysses S. Grant              | 28. Aug. 1878 |
| 1878          | 25. Dez. 1878 | Ernst von Mayr                       |                                                                                              | Franz Joseph I., Gyula Andrássy                                                                                      | Rutherford B. Hayes           | 30. Okt. 1881 |
| 1881          | 30. Okt. 1881 | Ignaz von Schäffer                   |                                                                                              | Franz Joseph I., Heinrich Karl von Haymerle                                                                          | James A. Garfield             | 9. Okt. 1886 |
| 1887          | 21. Feb. 1887 | Ernst Schmit von Tavera              | 1839–1904                                                                                    | Franz Joseph I., Gustav Kálnoky                                                                                      | Grover Cleveland              | 11. Okt. 1894 |
| 1894          | 11. Okt. 1894 | Ladislaus Hengelmüller von Hengervár | 1845–1917                                                                                    | Franz Joseph I., Gustav Kálnoky                                                                                      | Grover Cleveland              | 7. Jan. 1913 |
| 1913          | 4. März 1913  | Konstantin Dumba                     | 1856–1947                                                                                    | Franz Joseph I., Leopold Berchtold                                                                                   | Woodrow Wilson                | 4. Nov. 1915 |
| 1916          | 9. Nov. 1916  | Adam Tarnówski von Tarnów            | 1866–1946                                                                                    | Franz Joseph I., Stephan Burián von Rajecz                                                                           | Woodrow Wilson                | 8. Apr. 1917 wegen Kriegserklärung der Vereinigten Staaten an das Deutsche Reich vom 6. April 1917; die Kriegserklärung an Österreich-Ungarn erfolgte erst am 7. Dezember 1917 |
|               |               |                                      |                                                                                              | |                               | |
|               | 2. Dez. 1921  | Edgar Leo Gustav Prochnik            | Geschäftsträger, ab 7. Mai 1925 Envoy Extraordinary and Minister Plenipotentiary             | Michael Hainisch, Schober I                                                                                          | Warren G. Harding             | 13. März 1938 wegen Schließung der österreichischen Vertretung auf Grund des „Anschlusses“ an das Deutsche Reich                                                               |
|               |               |                                      |                                                                                              | |                               | |
| 26. Nov. 1946 | 4. Dez. 1946  | Ludwig Kleinwächter                  | Geschäftsträger, am 6. Dez. 1951 zum Botschafter befördert und am 19. Dez. 1951 akkreditiert | Karl Renner, Figl I                                                                                                  | Harry S. Truman               | 1952 |
| 5. Feb. 1952  | 13. Feb. 1952 | Max Löwenthal-Chlumecky              | 1908–1995                                                                                    | Theodor Körner, Figl II                                                                                              | Harry S. Truman               | 1954 |
| 3. März 1954  | 10. März 1954 | Karl Gruber                          | 1909–1995                                                                                    | Theodor Körner, Raab I                                                                                               | Dwight D. Eisenhower          | 1958 |
| 9. Apr. 1958  | 18. Apr. 1958 | Wilfried Platzer                     | 1909–1981                                                                                    | Adolf Schärf, Raab II                                                                                                | Dwight D. Eisenhower          | 1965 |
| 12. Okt. 1965 | 16. Nov. 1965 | Ernst Lemberger                      | 1906–1974                                                                                    | Franz Jonas, Klaus I                                                                                                 | Lyndon B. Johnson             | 1969 |
| 18. Juni 1969 | 1. Juli 1969  | Karl Gruber                          | 1909–1995                                                                                    | Franz Jonas, Klaus II                                                                                                | Richard Nixon                 | 1972 |
| 1. Sep. 1972  | 7. Sep. 1972  | Arno Halusa                          | 1911–1979                                                                                    | Franz Jonas, Kreisky II                                                                                              | Richard Nixon                 | 1977 |
| 2. März 1977  | 23. März 1977 | Karl Herbert Schober                 | 1916–2000                                                                                    | Rudolf Kirchschläger, Kreisky III                                                                                    | Jimmy Carter                  | 1982 |
| 8. Jan. 1982  | 13. Jan. 1982 | Thomas Klestil                       | 1932–2004                                                                                    | Rudolf Kirchschläger, Kreisky IV                                                                                     | Ronald Reagan                 | 1987 |
| 30. Nov. 1987 | 21. Dez. 1987 | Friedrich Hoess                      | 1932–2007                                                                                    | Kurt Waldheim, Vranitzky II                                                                                          | Ronald Reagan                 | 1993 |
| 4. Feb. 1993  | 14. Apr. 1993 | Helmut Türk                          | * 1941                                                                                       | Thomas Klestil, Vranitzky III                                                                                        | Bill Clinton                  | 1999 |
| 19. Apr. 1999 | 19. Apr. 1999 | Peter Moser                          | * 1941                                                                                       | Thomas Klestil, Viktor Klima                                                                                         | Bill Clinton                  | 2003 |
| 22. Okt. 2003 | 4. Dez. 2003  | Eva Nowotny                          | * 1944                                                                                       | Thomas Klestil, Schüssel II                                                                                          | George W. Bush                | 2009 |
| 26. Mai 2009  | 20. Juli 2009 | Christian Prosl                      | * 1946                                                                                       | Heinz Fischer, Faymann I                                                                                             | Barack Obama                  | 2012 |
| 1. Dez. 2012  | 18. Jan. 2012 | Hans Peter Manz                      | * 1955                                                                                       | Heinz Fischer, Faymann I                                                                                             | Barack Obama                  | 2015 |
| 1. Dez. 2015  | 11. Jan. 2016 | Wolfgang Waldner                     | * 1954                                                                                       | Heinz Fischer, Faymann II                                                                                            | Barack Obama                  | 2019 |
| 23. Jan. 2019 | 7. Nov. 2019  | Martin Weiss                         | * 1962                                                                                       | Alexander Van der Bellen, Kurz I                                                                                     | Donald Trump                  | 2023 |
| 2023          | 2023          | Petra Schneebauer                    |                                                                                              | Alexander Van der Bellen, Bundesregierung Nehammer                                                                   | Joe Biden                     | |

Quelle: